# Boris Alekseevič Grigor'ev
Boris Alekseevič Grigor'ev (in russo Бори́с Алексе́евич Григо́рьев?; Irkutsk, 26 ottobre 1935 – Mosca, 8 agosto 2012) è stato un regista sovietico.

## Filmografia parziale

### Regista
- Parol' ne nužen (1967)
- Moj papa - kapitan (1969)
- Mramornyj dom (1972)
- Georgij Sedov (1974)
- Tak načinalas' legenda (1976)
- Kuznečik (1978)
- Ogarёva, 6 (1980)
- Petrovka, 38 (1980)
- Pristupit' k likvidacii (1983)
- Nagradit' (posmertno) (1986)